# Casimiro de Abreu (poète)
Pour les articles homonymes, voir Casimiro de Abreu.
Casimiro de Abreu est un poète brésilien né à Barra de São João, ville de l'État de Rio de Janeiro, le 4 janvier 1839 et mort à Nova Friburgo, dans l'État de Rio de Janeiro, le 18 octobre 1860. Sa ville natale fut renommée Casimiro de Abreu en son honneur.